# 呂祺教育服務中心

教育局呂祺教育服務中心（英語：EDB Lui Kee Education Services Centre）是香港教育局的教育資源中心，位處於香港香港島灣仔皇后大道東269號，樓高6層，為香港少數由標準小學校舍改裝而成的非學校建築。
呂祺教育服務中心前身是1950年代創立的呂祺官立小學（前身為灣仔書院），1962年7月至1963年9月期間曾將校舍借予重建中的軒尼詩道官立小學。約於1980年代中期，呂祺官立小學停辦，當時教育署決定將校舍改作政府辦公室用途，成為呂祺教育服務中心，而轄下香港工商師範學院亦曾使用呂祺教育服務中心作校址。香港工商師範學院及後與四間學校合併為香港教育學院，並於1998年4月1日遷入大埔。
呂祺教育服務中心於1998年後主要由教育局學位分配組使用，建築物於2023年拆卸。

## 現況
中心被納入2021/2022年度賣地計劃，最後由太古地產以19.62億奪得，再於2023年拆卸。